# Кусанс ле Триконвил
Кусанс ле Триконвил (фр. Cousances-lès-Triconville) насеље је и општина у североисточној Француској у региону Лорена, у департману Меза која припада префектури Комерси.
По подацима из 2011. године у општини је живело 142 становника, а густина насељености је износила 7,77 становника/km². Општина се простире на површини од 18,27 km². Налази се на средњој надморској висини од 309 метара (максималној 382 m, а минималној 263 m).

## Демографија
| 1962. | 1968. | 1975. | 1982. | 1990. | 1999. | 2011. |
| ----- | ----- | ----- | ----- | ----- | ----- | ----- |
| 121   | 137   | 131   | 134   | 135   | 122   | 142   |

График промене броја становника у току последњих година